# Milesina murariae
Milesina murariae är en svampart som beskrevs av Syd. & P. Syd. 1932. Milesina murariae ingår i släktet Milesina och familjen Pucciniastraceae.   Inga underarter finns listade i Catalogue of Life.